# Charlie Hebdo
Charlie Hebdo is een Frans satirisch weekblad, gevestigd in Parijs. Het verschijnt in zijn huidige vorm sinds 1992. De huidige hoofdredacteur is Laurent Sourisseau. Het tijdschrift is reclameloos en bevat uitsluitend cartoons en tekst, geen foto's.
Het tijdschrift was het doelwit van twee terroristische aanvallen: in 2011 en 2015, reacties op het publiceren van cartoons waarin de islamitische profeet Mohammed werd afgebeeld. Bij de aanval in 2015 kwamen 12 mensen om het leven.

## Geschiedenis

### Ontstaan en publicatieverbod

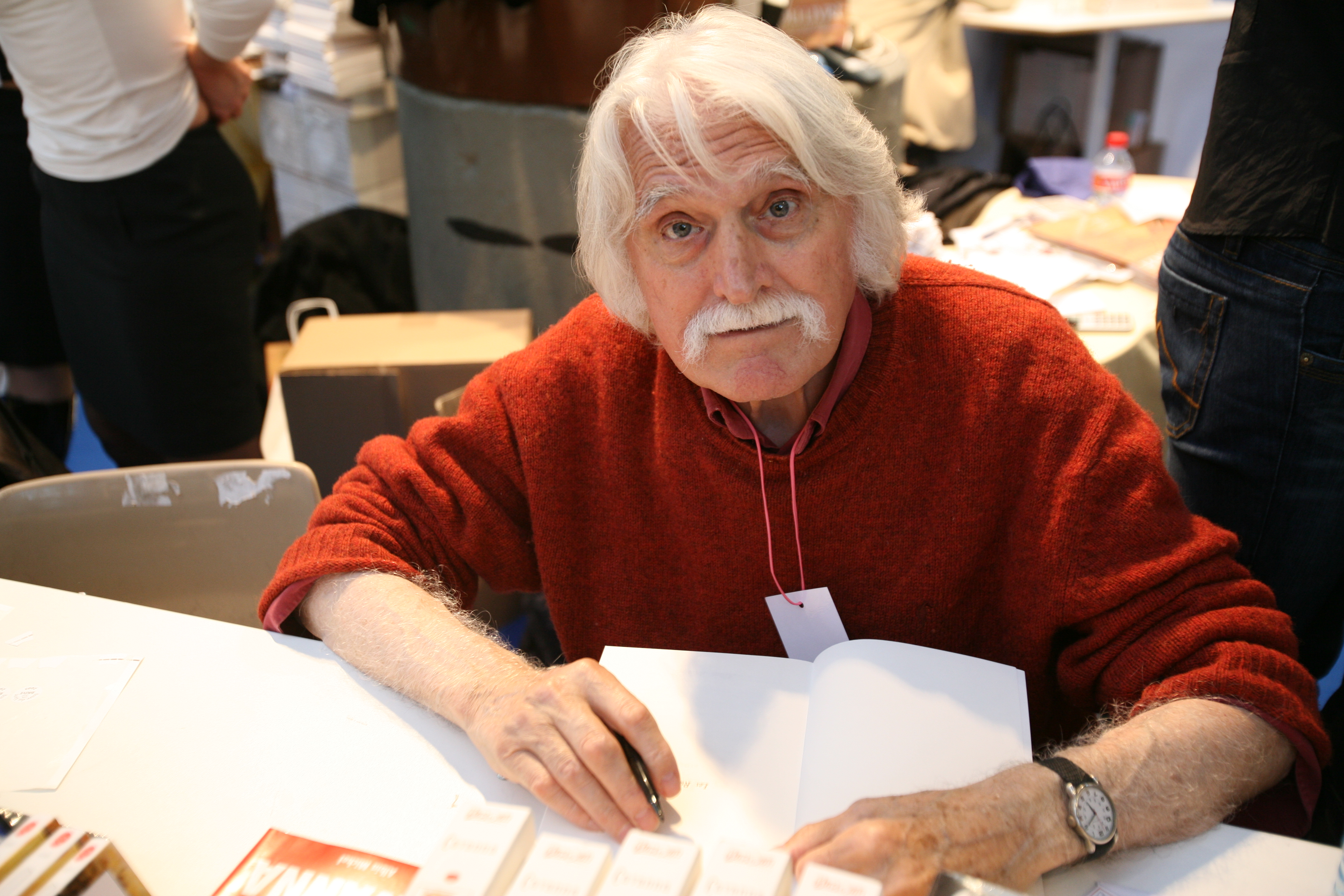
François Cavanna, een van de oprichters van Charlie Hebdo, in 2005.

In 1960 werd het maandelijkse tijdschrift Hara-Kiri opgericht door François Cavanna en Georges Bernier, alias Professor Choron. In 1961 werd het tijdschrift verboden, en nogmaals in 1966. Vanaf 1969 werd Hara-Kiri een weekblad (Hara-Kiri hebdo), onder leiding van Cavanna. Toen generaal De Gaulle in 1970 overleed te Colombey-les-Deux-Églises, had tien dagen eerder een brand gewoed in een discotheek te Saint-Laurent-du-Pont, met 146 doden tot gevolg. Daarop publiceerde Hara-Kiri een editie met een lege voorpagina, met enkel de titel: „Bal tragique à Colombey - un mort“. De toenmalige minister van Binnenlandse Zaken, Raymond Marcellin, zou vervolgens hebben besloten het tijdschrift opnieuw te verbieden. Om het verbod te omzeilen verscheen Hara-Kiri voortaan als Charlie Hebdo, een verwijzing naar zowel het in 1969 door Cavanna, Bernier en Henri Roussel opgerichte stripblad Charlie als naar Charles de Gaulle.
De titel is afgeleid van de stripfiguur Charlie Brown en van het Franse begrip hebdomadaire, dat 'wekelijks' betekent.
Charlie Hebdo weigerde altijd resoluut om reclameadvertenties op te nemen en was daardoor volledig op abonnementen en losse verkoop aangewezen. In december 1981 bleek de oplage te gering geworden om het blad draaiende te houden en ging het ter ziele. Bij wijze van grap lanceerde men eerst nog Charlie Matin, een ochtendblad, waarvan uiteindelijk slechts drie nummers verschenen.

### Voortzetting
In 1992 werden Philippe Val en Cabu ontslagen uit de redactie van het tijdschrift La Grosse Bertha, na een conflict met de hoofdredacteur. Zij wilden hun eigen tijdschrift stichten, en richtten hiertoe een aandelenvennootschap op. Samen met Renaud, Gébé en Cabu van de oude Charlie Hebdo-redactie behielden ze 80% ervan in eigen handen. Dit gaf hun financiële onafhankelijkheid en maakt hen grotendeels tot de eigenaars. Als naam koos men opnieuw voor Charlie Hebdo en verschillende leden van de oude redactie werden weer aan boord gehaald. In juli 1992 werd zodoende de traditie de facto voortgezet. Van het eerste nummer werden meteen 100.000 exemplaren verkocht.
Charlie Hebdo bevat cartoons van een lange rits tekenaars, die verre van allen Fransen zijn; onder anderen de Nederlander Willem en de Belg Kamagurka leveren geregeld tekeningen. De traditie van het tijdschrift is libertijns: de humor is altijd bijtend, hard en cynisch, en de politieke oriëntatie neigt uitgesproken naar links. Onder het hoofdredacteurschap van Philippe Val (gewezen lid van ATTAC) werd de politieke lijn nog scherper, gekenmerkt door bittere aanvallen op het kapitalisme, en in recente jaren op het islamisme. Desalniettemin worden ook de linkse partijen niet gespaard. In 2002 ontstond een eerste heftige controverse, toen filosoof en Spinoza-kenner Robert Misrahi een (te) enthousiaste bespreking van het werk van Oriana Fallaci publiceerde. Volgens Misrahi werd het tijd in te zien dat de islam een kruistocht tegen het Westen ondernam, en niet omgekeerd. Dit lokte zo veel verontwaardigde lezersbrieven uit dat Charlie Hebdo zich diende te verontschuldigen.
Bovenal is Charlie Hebdo republikeins en laïcistisch geïnspireerd: het magazine verdedigt de vrijheid van het collectief en het individu, en laat ook op zijn eigen redactie verschillende meningen toe. In het bijzonder omtrent het Franse referendum over de Europese Grondwet weerklonken in Charlie Hebdo verschillende stemmen. Na de aanslagen van 11 september 2001 distantieerde het weekblad zich uitdrukkelijk van extreemlinks, dat uit antiamerikanisme toenadering zocht tot het Arabische fundamentalisme. Volgens Charlie Hebdo vergoelijkt het islamisme het antisemitisme, en vormt het daardoor een verwerpelijke racistische stroming. Op 15 juli 2008 werd de populaire karikaturist Siné (echte naam: Maurice Sinet) door hoofdredacteur Val weggestuurd wegens vermeend antisemitisme, na diens bijdrage over Jean Sarkozy, de oudste zoon van president Nicolas Sarkozy. De rechter oordeelde echter dat Siné onrechtmatig werd ontslagen en veroordeelde Charlie Hebdo tot een forse schadevergoeding. Kort daarna stichtte Siné zijn eigen satirische tijdschrift Hebdo Siné.

### Mohammedcartoons
In 2006 was Charlie Hebdo een van de tijdschriften in Europa die de spotprenten van Mohammed, die in het Deense Jyllands-Posten controverse hadden uitgelokt, opnieuw publiceerden. Jacques Chirac veroordeelde deze actie als "manifeste provocatie". Op 1 maart 2006 werd, als reactie op de agitatie in de moslimlanden, het Manifest van de twaalf gepubliceerd. Op 15 maart 2006 organiseerde het Franse Ministerie van Cultuur een speciale zitting waarop verschillende karikaturisten van Charlie Hebdo gefeliciteerd werden als verdedigers van de persvrijheid en de democratie.
De Moskee van Parijs, de Union des organisations Islamiques en France en de Islamitische Wereldliga spanden, naar aanleiding van de publicatie van de desbetreffende spotprenten, een proces tegen Charlie Hebdo aan. Op 7 en 8 februari 2007 oordeelde het Hooggerechtshof van Parijs echter een veroordeling ongegrond.

### Aanslagen

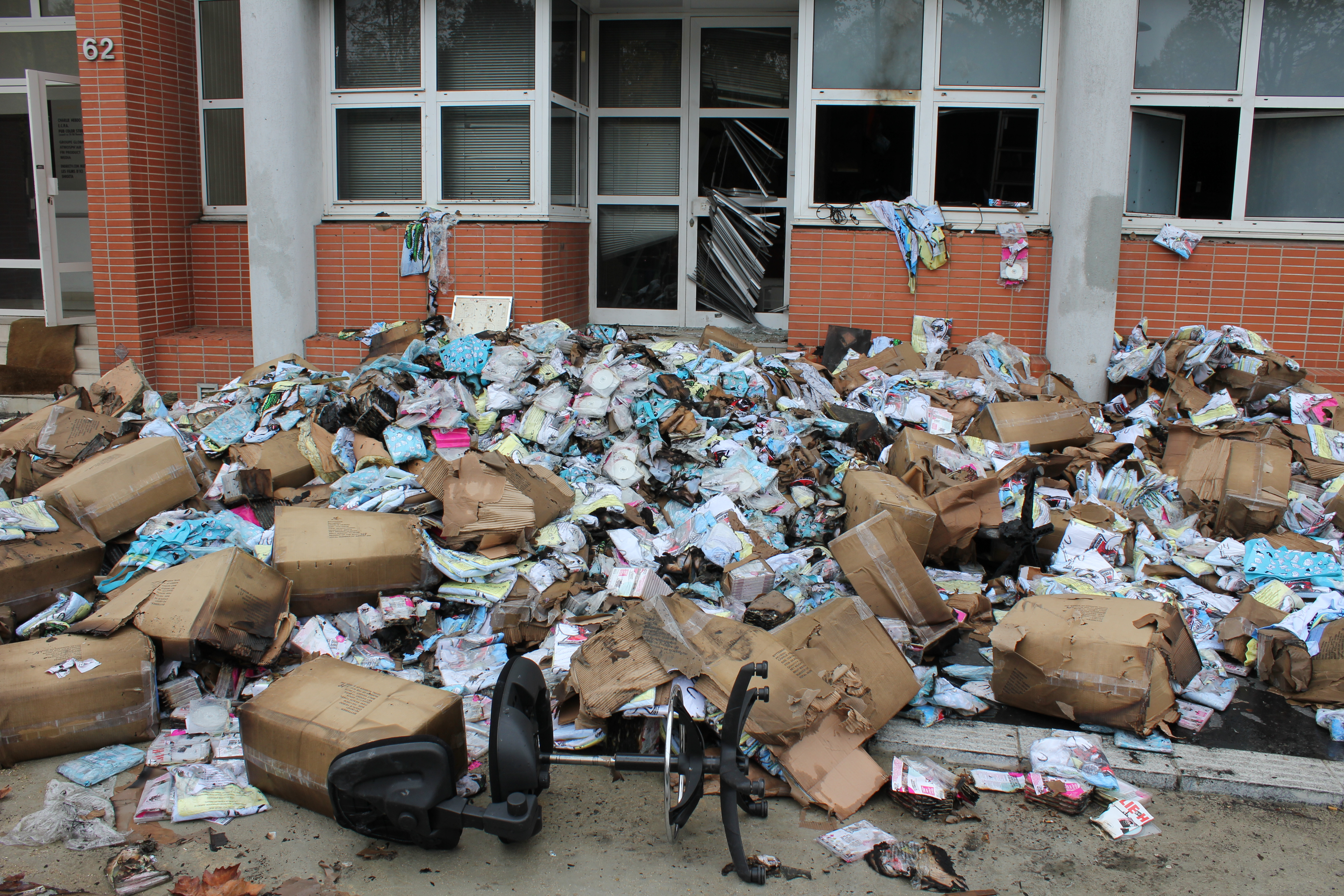
Het kantoor van Charlie Hebdo na de aanslag met een brandbom in november 2011

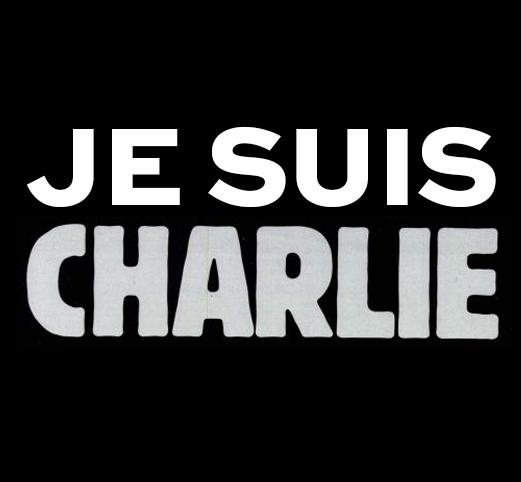
Tekst als steunbetuiging voor de vrijheid van meningsuiting en vrije pers

#### Aanslag 2 november 2011
In de nacht van 2 november 2011 werd op de kantoren van het blad een aanslag met een molotovcocktail uitgevoerd. Dit zou verband houden met de eenmalige uitgave van een editie genaamd 'Charia Hebdo', met Mohammed zogenaamd als gastredacteur.

#### Aanslag 7 januari 2015
Op 7 januari 2015 werden personeelsleden in het kantoor nabij de boulevard Richard-Lenoir in Parijs slachtoffer van een aanslag. Twee mannen namen de aanwezigen tijdens de wekelijkse redactievergadering met kalasjnikovs onder vuur en schoten bij hun aftocht op de inmiddels gearriveerde politie. Twaalf personen kwamen om het leven: acht journalisten, onder wie de hoofdredacteur, een receptionist, een gast, en twee politiemensen. Daarnaast vielen er een tiental gewonden.
Op 1 december 2016 verscheen de eerste Duitstalige editie van Charlie Hebdo in Duitsland.

### Voortzetting na de aanslag
Na de tweede aanslag vond de overgebleven redactie van het blad net als na de aanslag in 2011 onderdak bij de Franse krant Libération, waar gewerkt werd aan de uitgave voor 14 januari 2015. Deze werd in een oplage van ruim zeven miljoen exemplaren gedrukt, daar waar het blad normaal een gemiddelde oplage van 70.000 had. Na de aanslag ontving de redactie vanuit de hele wereld aanbiedingen van schrijvers en tekenaars om mee te werken aan het nieuwe nummer. De redactie besloot echter dat de uitgave van 14 januari alleen door de overlevenden zou worden samengesteld. Verschillende nieuws- en mediaorganisaties, waaronder een persfonds van Google en de Britse krant The Guardian, zegden (financiële) steun toe om het blad te helpen. Na de uitgave van 14 januari 2015 besloot de redactie tijdelijk rust te nemen. Sinds 25 februari 2015 verschijnt er weer iedere woensdag een nieuwe Charlie Hebdo.
In maart 2016 toonde het blad opnieuw zijn cynische stijl. Op de voorpagina stond een tekening van de Belgische zanger Stromae met de tekst "Papa où t'es?" ("Papa, waar ben je?"), een verwijzing naar zijn gelijknamige hit. Hij krijgt antwoord van diverse afgerukte ledematen. Stromae's vader is omgekomen tijdens de Rwandese genocide in 1994, die hoofdzakelijk werd uitgevochten met machetes.

### Speciale editie over Iran
In december 2022 schreef het blad een prijsvraag voor cartoons over Iran uit. Hierop werden 300 cartoons ingestuurd, waaronder enkelen van de Nederlandse Maarten Wolterink en de in Nederland woonachtige Sanaz Bagheri, van wie twee respectievelijk een cartoon in de speciale januari 2023 editie van de Charlie Hebdo gepubliceerd zijn. De Iraanse regering reageerde op Twitter betreffende de “beledigende en ongepaste spotprenten tegen onze religieuze leider” en dreigden met vervolgstappen tegen Frankrijk.

## Kritische beschouwing
Terwijl Charlie Hebdo voor het vrije woord staat, wordt het ook wel bekritiseerd als vaak onnodig kwetsend. Zo meent de cartoonist Maarten Woltering dat het blad, waar hij ook wel aan bijdraagt, soms te grof, seksistisch en plat is en dat de focus van het blad te veel op beledigen georiënteerd is. In deze lijn vindt hij ook dat de winnende cartoon van de prijsvraag over Iran, een spotprent waarin Khameini zich tussen blote vrouwenbenen bevindt en ondergeplast wordt, zeer twijfelachtig. Desalniettemin meent hij dat het onderliggende bericht van de prent zijn doel bereikt.
Op 8 februari 2023 kwam Charlie Hebdo op internationale schaal negatief in het nieuws in verband met een controversiële spotprent over de aardbevingen in Turkije en Syrië op 6 februari 2023.